# 木村愼作
木村 愼作（きむら しんさく）は、日本の実業家。元大阪府副知事。現エネチェンジ顧問。奈良県出身。

## 来歴
奈良女子大学文学部附属高等学校卒業。1970年 関西学院大学経済学部卒業。1973年 関西電力入社。2003年 かんでんCSフォーラム出向、代表取締役社長。2006年 けいはんな出向、代表取締役副社長。2008年 関西電力退職。同年10月に大阪府庁副知事に就任。2012年退任。2017年1月よりエネチェンジ株式会社顧問。2019年 女性と仕事研究所理事。